# Sabrina Mulrain
Sabrina Mulrain (née le 10 juin 1978) à Moers est une athlète allemande spécialiste du sprint. 

## Carrière

### Palmarès
| Année | Compétition                   | Lieu      | Résultat | Épreuve   | Performance |
| ----- | ----------------------------- | --------- | -------- | --------- | ----------- |
| 1997  | Championnats d’Europe junior  | Ljubljana | 1re      | 200 m     | 23 s 35     |
| 1997  | Championnats d’Europe junior  | Ljubljana | 1re      | 4 x 100 m | 44 s 24     |
| 1999  | Championnats d’Europe espoirs | Göteborg  | 3e       | 200 m     | 22 s 85     |
| 2000  | Jeux olympiques               | Sydney    | 6e       | 4 x 100 m | 43 s 11     |

### Records
| Épreuve    | Performance | Lieu   | Date               |
| ---------- | ----------- | ------ | ------------------ |
| 100 mètres | 11 s 54     | Berlin | 1er septembre 2000 |
| 200 mètres | 22 s 73     | Paris  | 20 juin 1999       |

| Épreuve    | Performance | Lieu         | Date            |
| ---------- | ----------- | ------------ | --------------- |
| 60 mètres  | 7 s 41      | Sindelfingen | 13 février 2000 |
| 200 mètres | 24 s 89     | Stuttgart    | 4 février 2006  |